# Giorgio Scarlatti
Giorgio Scarlatti, född 2 oktober 1921, död 26 juli 1990, var en italiensk racerförare.

## F1-karriär
| Säsong | Stall/Tillverkare                                                                                            | Poäng | Placering |
| ------ | --- | ----- | --------- |
| 1956   | Giorgio Scarlatti (Ferrari 500) Scuderia Centro Sud (Ferrari 500)                                            | 0     | -         |
| 1957   | Officine Alfieri Maserati                                                                                    | 1     | 20        |
| 1958   | Giorgio Scarlatti (Maserati 250F)                                                                            | 0     | -         |
| 1959   | Scuderia Ugolini (Maserati 250F) Cooper Car Company                                                          | 0     | -         |
| 1960   | Giorgio Scarlatti (Maserati 250F) Scuderia Eugenio Castellotti (Cooper T51) Scuderia Centro Sud (Cooper T51) | 0     | -         |
| 1961   | Scuderia Serenissima (De Tomaso F1 001)                                                                      | 0     | -         |